# (29437) Marchais
(29437) Marchais est un astéroïde de la ceinture principale.

## Description
(29437) Marchais est un astéroïde de la ceinture principale. Il fut découvert le 7 juin 1997 à Castres par Alain Klotz. Il présente une orbite caractérisée par un demi-grand axe de 2,32 UA, une excentricité de 0,23 et une inclinaison de 10,4° par rapport à l'écliptique.

## Compléments